# Дате Масамуне
Да́те Масаму́не　(яп. 伊達政宗, だてまさむね, МФА: [date masamune]; 5 вересня 1567—27 червня 1636) — японський державний і політичний діяч, самурайський військовик. Голова роду Дате. Прізвисько — «Одноокий дракон».

## Життєпис

### Молоді роки
Походив із провінції Дева. Син Дате Текумуне, володаря замку Йонедзава (сучасна префектура Ямагава, північна Японія).
У 1572 році перехворів на натуральну віспу, через що праве око внаслідок рубцювання всохло та перестало бачити. Одного разу його взяли в храм подивитися на зображення бога Фудо. Той традиційно зображувався в лютій позі, що стискає в правій руці меч, а в лівій мотузку, якою він пов'язував злих духів. На Масамуне зображення Фудо справило незабутнє враження. Храмовий служитель пояснив хлопчику, що хоча Фудо зображений у лютому вигляді, в серці він добрий і спокійний. З цього моменту Масамуне почав шукати потрібне поєднання зовнішньої агресивності та внутрішнього спокою. Це поєднання взаємовиключних якостей визначало поведінку Масамуне протягом усього його життя. Одного разу йому сказали, що неможливо стати справжнім полководцем, не навчившись володіти собою. З цього моменту Масамуне почав розвивати самовладання, яке пізніше стало легендарним.
У 1577 році відзначив гембуку (повноліття).
У 1579 ррці оженився на доньці Тамури Кийоакі, даймьо замку Міхару.
У 1581  році він вперше разом із батьком вирушив на війну. Причиною війни стало повстання всередині володінь Дате. Спочатку Терумуне не хотів брати сина, але той наполіг на своєму.

### Боротьба із сусідами
У 1584 році Терумуне офіційно оголосив про свій відхід від справ на користь свого сина, якому на той час ледве виповнилося 18 років. Відразу йому довелося стикнутися з інтригами роду Асіна з Аідзу, які переманили на свій бік васала Масамуне — Оуті Садацуна. Зрештою Дате зумів викрити та знищити зрадника. Це призвело до погіршення стосунків з іншим сусідом — Хатакеямою Йосіцугу. Почалася перемовини, під час яких останній підступно захопив Дате Терумуне. Під час переслідування з боку Масамуне Хатакеяма вбив Теремуне. Зрештою  Масамуне знищив загін Йосіцугу та взяв в облогу його замок Ніхонмацу. Проте не зумів його захопити. Розпочалася тривала війна між родами Дате та Хатакеяма.
У Хатакеяма виявилися сильні союзники, які зібрали армію, яка виступила на північ проти Дате. Масамуне мав 7000 вояків, тоді як у ворогів було не менше 30 тисяч солдатів. Але він підготував оборонні позиції, зокрема зміцнив замок Мотомія, що стояв на західному березі річки Абукума, неподалік від Хітоторібасі (моста Хітоторі). Проте Масамуне зазнав поразки. Від остаточного знищення його врятувало відступ одного з ворогів Сатаке Йосісіґе, який поспішив на захист від вторгнення до своїх володінь.
Проте у Дате залишилися резерви. він виступив проти свого давнього ворога — клан Асіна. Цю можливість йому надав перехід на бік роду Дате військовика клану Асіна — Інавасіро Морікуні. Масамуне виступив проти замку Йонедзава. Зрештою у вирішальній битві при Суриаґэхара Дате Масамуне переміг Асіна Йосіхіро. Завдяки цій перемозі Масамуне отримав землі, що давали щорічно до 2 млн коку рису, а род Дате став третім за багатством в Японії.
Знищив сусідні роди Хатакеяма й Асіна, став гегемоном провінції Муцу.

### Васал Тойотомі
У 1590 році об'єднувач Японії Тойотомі Хідейосі, який розпочав облогу замку Одавара (володарі рід Ґо-Ходзьо). Тойотомі закликав Масамуне приєднатися до нього, проте той не поспішав. Проте спочатку вимушений був придушити смути у своїх володіннях. Так, розкрив змову мати та брата Кодзіро. Зрештою стратив брата, а потім приєднався до Хідейосі, але запізнився. Втім зумів вимолити прощення. Після цього влаштував «полювання за мечами» з метою вилучення зброї у селян.
У 1591 році звів новий замок Івадеяма.

### Корейська кампанія
Брав участь у вторгненнях до Кореї 1592–1598 років. Спочатку перебував у резерві японської армії. Армію Масамуне перекинули до Кореї тільки тоді, коли там склалася критична ситуація. Японці відступали до Пусана, порту, захопленому в ході десантної операції на самому початку кампанії. Дате Масамуне поніс у Кореї значно менше втрат, ніж інші даймьо, не намагаючись активно вступати у битви.

### На боці Токуґави
Під час битви при Секіґахара 1601 та Осацьких кампаній 1614–1615 років виступив на боці Токуґави Ієясу. Під час Осацьких кампаній відзначився у битвах при Домьозді та Тоннодзі.
Переселений Токуґавою до Сендаю, де заклав основи автономного уділу Сендай-хан. Перебрався сюди з 52 000 васалів. Незважаючи на обіцянку сьогуна Токугави Іеясу передати землі у 1 млн коку рису, вони давали лише 640 000 коку. Втім Масамуне перетворив невеличке рибальське село Сендай у велике та квітуче місто.
Одним із перших серед японських полководців сформував самурайських драгунів. Його солдати носили куленепробивні обладунки, які пізніше отримали назву Сендай-до за назвою столиці Масамуне.

### Патрон християн
Був патроном японських християн, широко відкрив свої володіння для християнських місіонерів, а в 1613 році одного з них — португальського падре Луїша Сотело, навіть зумів звільнити з ув'язнення.
Єзуїти досить швидко освоїлися в районі Тохоку на півночі Хонсю, навернувши в нову віру чималу кількість японців. Масамуне ж хотів більшого, швидше за все — незалежності від Іеясу, яку йому міг принести тільки союз із кимось, хто значно перевершував нового володаря Японії за силою. Він наказав єзуїтам побудувати за західними технологіями корабель, здатний плавати у відкритому морі, і такий невеликий галеон був створений, отримавши ім'я «Хуан Батиста» (Іван Хреститель) (пізніше його стали називати «Дате-мару»).
Масамуне зробив ще один радикальний крок: послав свій новий корабель з посольством до Риму, спеціально склавши послання папі римському Павлу V, оригінал якого дійшов до наших днів. Главою місії з 180 осіб був призначений Хасекура Цуненага; в їх числі був і врятований падре Сотело. Корабель з першим в японській історії посольством доплив до місця призначення, побувавши на Філіппінах, в Мексиці та в Іспанії. Сотело наполіг, щоб всі японці хрестилися в Мадриді перед тим, як в 1617 році постати перед папою римським.
Проект Масамуне — зав'язати торговельні відносини з Новою Іспанією (Мексикою) — виявився занадто дорогим, і його не підтримали. Крім цього, принаймні п'ятеро з японців залишилися в Севільї. У XXI столітті близько 600 їх нащадків живуть в Іспанії, носячи прізвище «Хапон» («Японія»).
Того часу сьогун Токугава Іеясу видав декілька законів, що забороняли християнську віру і перебування місіонерів на японській землі, після чого жорстоко розправився з тими, хто не підкорився його наказам. Сам Масамуне ніяк не перешкоджав гонінням на християн у своїх наділах (хоча за чутками його старша дочка Ірохахіме сама була таємною християнкою). Цього разу він не зміг врятувати падре Сотело від рук Іеясу. Коли той таємно прибув до Японії на китайській джонці в 1622 році, його схопили і запроторили до в'язниці, а у 1624 році спалили живцем разом із двома францисканцями, домініканцем і єзуїтом. У 1867 році папа Пій IX зарахував його до лику святих.
Масамуне по-філософськи сприйняв невдачу своїх грандіозних планів, пішовши в естетику і домобудівництво: він взявся споруджувати замки і храми, розширював міські межі, паралельно виявляючи великий інтерес до поезії.